# Famille royale marocaine
La famille royale marocaine regroupe les personnes ayant des liens familiaux avec le roi du Maroc ou, stricto sensu, celles ayant avec lui certains liens familiaux. En effet, à compter de 1962, soit depuis l'année qui a suivi l'intronisation de feu Hassan II, alors que l'Empire chérifien est officiellement devenu le royaume du Maroc en 1957, il existe une définition stricte de qui est membre de la famille royale dans le Code pénal du pays.

## Membres de la famille royale (stricto sensu)
Selon l'article 168 du Code pénal marocain, sont « considérés comme membres de la famille royale […] : les ascendants du roi, ses descendants en ligne directe, ses épouses, ses frères et leurs enfants des deux sexes, ses sœurs, ses oncles et tantes. », En sont donc notamment exclus les enfants de ses sœurs.
- Mohammed VI (le roi)
- Moulay Hassan (fils du roi, prince héritier)
- Lalla Khadija (fille du roi)
- Lalla Meryem (sœur du roi)
- Lalla Asmaa (sœur du roi)
- Lalla Hasnaa (sœur du roi)
- Moulay Rachid (frère du roi)
- Lalla Oum Kelthoum Boufarès (belle-sœur du roi, épouse du précédent)
- Moulay Ahmed (neveu du roi, fils de la précédente)
- Moulay Abdeslam (neveu du roi, frère du précédent)
- Lalla Lamia (tante du roi, mère de ses cousins)
- Moulay Hicham (cousin du roi, fils de la précédente)
- Moulay Ismaïl (cousin du roi, frère  du précédent)
- Princesse Lalla Joumala (cousine du roi, ambassadrice du Maroc aux États-Unis)
- Moulay Abdellah Alaoui (cousin du roi, fils de la précédente)
- Moulay Youcef Alaoui (cousin du roi,  frère du précédent)

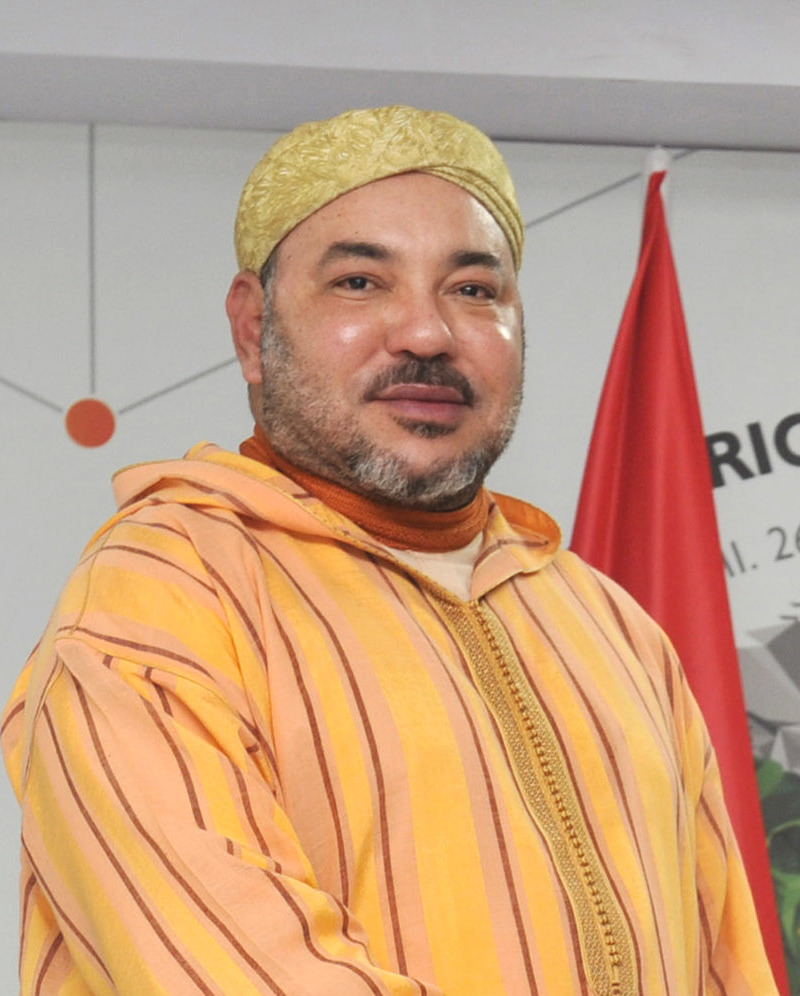
Mohammed VI du Maroc
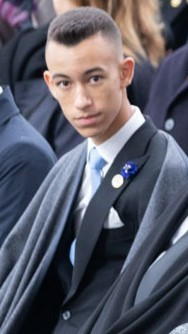
Hassan du Maroc
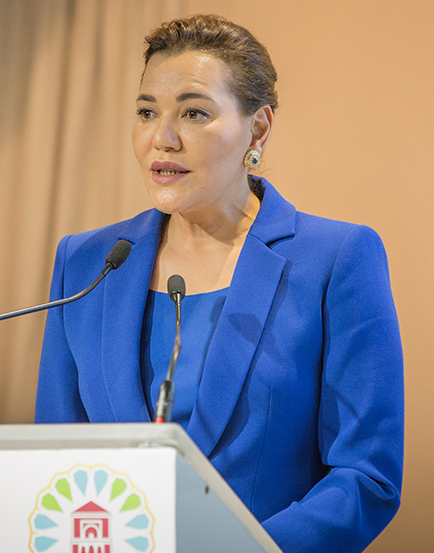
Hasnaa du Maroc
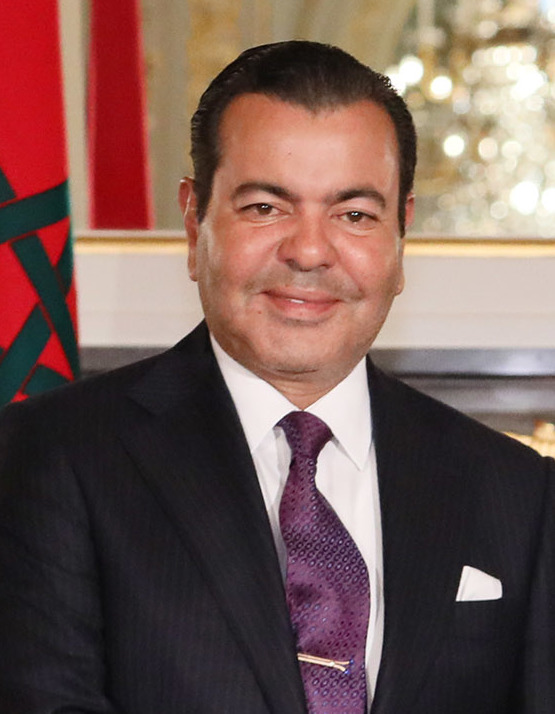
Rachid ben El-Hassan Alaoui
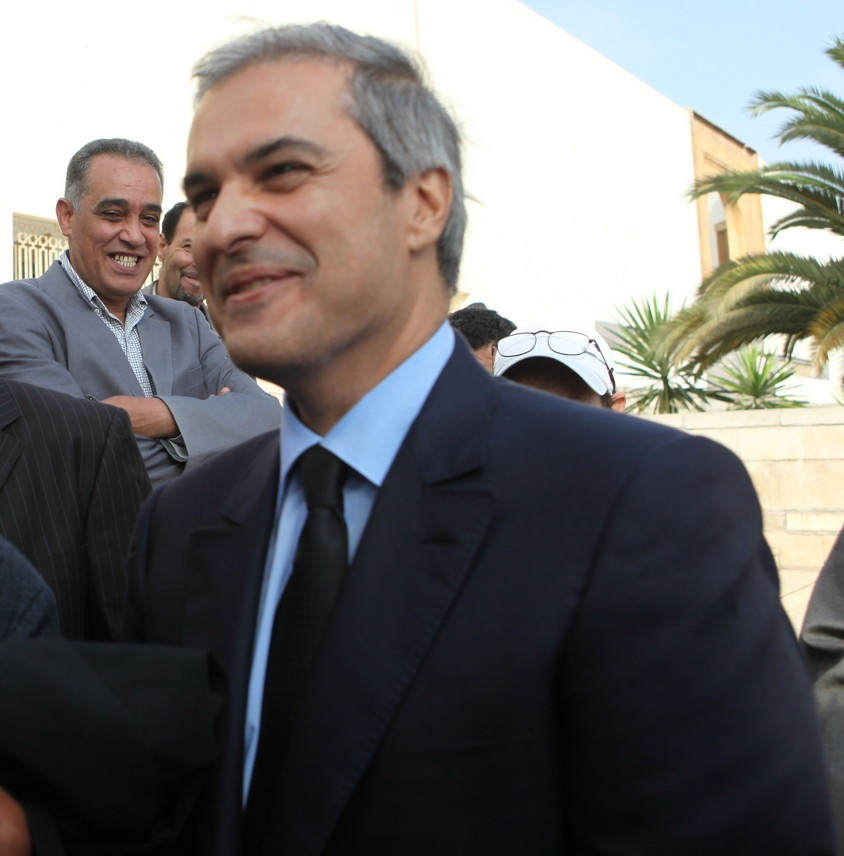
Hicham ben Abdallah Alaoui
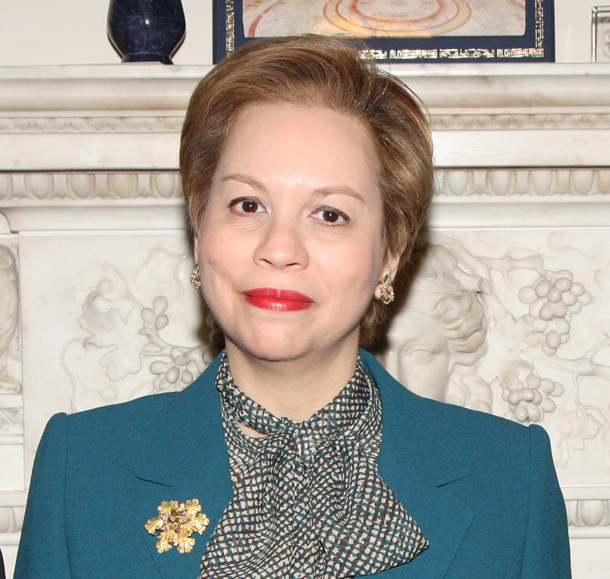
Joumala Alaoui

## En cas d'attentats contre la famille royale
D'après le Code pénal marocain, resté inchangé à ce propos depuis son instauration en 1962,, dans le chapitre premier intitulé « Des crimes et délits contre la sûreté de l'État » : les peines encourues précisées en cas d'attentats contre les membres de la famille royale,, telle que définie par l'art. 168, sont les suivantes :
- l'emprisonnement à perpétuité pour un attentat contre la personne de l'héritier du trône (art. 166) et de 5 à 20 ans concernant les autres membres de la famille royale (art. 167), tandis que la peine de mort est prévue à propos du roi (art. 163) ;
- un emprisonnement de 20 à 30 ans si l'attentat contre la personne de l'héritier du trône « n'a pas eu pour résultat de porter atteinte à sa liberté et qu'il ne lui a causé ni effusion de sang, ni blessures, ni maladie » (art. 166), et de 2 à 5 ans concernant les autres membres de la famille royale (art. 167), tandis que l'emprisonnement à vie est prévu à propos du roi (art. 164).